# Charles Goodell

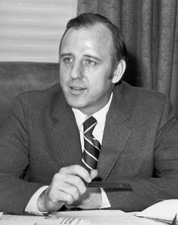
Charles Goodell

Charles Ellsworth Goodell (* 16. März 1926 in Jamestown, New York; † 21. Januar 1987 in Washington, D.C.) war ein US-amerikanischer Politiker. Zwischen 1959 und 1968 vertrat er den Bundesstaat New York im US-Repräsentantenhaus und zwischen 1968 und 1971 im US-Senat.

## Leben
Charles Ellsworth Goodell besuchte öffentliche Schulen in Jamestown. 1948 graduierte er am Williams College in Williamstown (Massachusetts). Während des Zweiten Weltkrieges diente er zwischen 1944 und 1946 als Seaman Second Class in der US Navy. Nach dem Krieg ging er an die Yale Law School, wo er 1951 seinen Abschluss machte. 1952 erhielt an der Yale University Graduate School of Government ein Graduate Degree. Danach unterrichtete er 1952 als Lehrer am Quinnipiac College in New Haven (Connecticut). Während des Koreakrieges diente er zwischen 1952 und 1953 als First Lieutenant in der United States Air Force. Seine Zulassung als Anwalt erhielt er 1951 in Connecticut und 1954 in New York. Er praktizierte dann in Jamestown. Zwischen 1954 und 1955 war er als Congressional Liaison Assistant für das Justizministerium tätig. Politisch gehörte er der Republikanischen Partei an.
Am 26. Mai 1959 wurde er in einer Nachwahl im 43. Wahlbezirk von New York in den 86. Kongress gewählt, um die Vakanz zu füllen, die durch den Tod von Daniel A. Reed entstand. Bei den Kongresswahlen des Jahres 1960 wurde er in den 87. Kongress gewählt. 1962 kandidierte er im 38. Wahlbezirk von New York für den 88. Kongress. Nach einer erfolgreichen Wahl trat er am 4. Januar 1963 die Nachfolge von Jessica M. Weis an. Er wurde zweimal in Folge wiedergewählt, trat allerdings vor dem Ende seiner letzten Amtsperiode am 9. September 1968 von seinem Sitz im US-Repräsentantenhaus zurück.
Am 10. September 1968 wurde er für die restliche Amtszeit des bei einem Attentat getöteten Robert F. Kennedy zum US-Senator ernannt. Bei den Kongresswahlen des Jahres 1970 erlitt er eine Niederlage und schied dann nach dem 3. Januar 1971 aus dem US-Senat aus.
Danach nahm er wieder seine Tätigkeit als Anwalt auf. Er lebte bis zu seinem Tod am 21. Januar 1987 in Washington D.C. Sein Leichnam wurde dann auf dem Lake View Cemetery in Jamestown beigesetzt.
Von 1954 bis 1978 war er mit Jean Rice verheiratet. Aus dieser Beziehung entstammen fünf Söhne, unter anderem der Commissioner der National Football League, Roger Goodell. 1978 heiratete Charles Goodell Patricia Goldman.

## Hinweise
1. ↑  Ein Graduate Degree kann ein Diplom, Magister, Master oder Doktor sein.